# Wohlstand ohne Wachstum
Wohlstand ohne Wachstum (engl. Prosperity Without Growth) ist der Titel eines Bestsellers des Wirtschaftswissenschaftlers Tim Jackson. Die englische Originalversion wurde 2009 zunächst als Bericht der Sustainable Development Commission bereitgestellt und 2011 als Buch herausgegeben. Die entsprechenden deutschen Übersetzungen erschienen 2013. Die zweite Auflage im Jahr 2017 erhielt den Untertitel „das Update“, da jedes Kapitel umfangreich aktualisiert und die Argumentation verfeinert wurde. Das Buch gilt mittlerweile als Standardwerk auf dem Gebiet der Wachstumskritik.

## Inhalt
In der Ausgabe von 2011 sind ein Vorwort des Autors mit einer Kurzdarstellung der Entstehungsgeschichte des Werkes, weitere Vorworte von Jürgen Trittin (Vorsitzender der Bundestagsfraktion von Bündnis 90/Die Grünen), Uwe Schneidewind (Präsident des Wuppertal Instituts) und Barbara Unmüßig (Vorstand Heinrich-Böll-Stiftung) enthalten.
Im 1. Kapitel „Der verlorene Wohlstand“ nähert sich Jackson dem Untersuchungsthema und der Frage „Ist Wohlstand ohne Wachstum möglich?“ mit Verweis auf zahlreiche grundlegende Untersuchungen und Publikationen sowie Erörterung der zentralen Kenngrößen Bruttoinlandsprodukt (BIP), Pro-Kopf-BIP, Bevölkerungswachstum, Ressourcenknappheit. Es folgen Ausführungen zu Gerechtigkeitserwägungen.
Im 2. Kapitel „Zeitalter der Verantwortungslosigkeit“ erläutert Jackson den Schuldenbegriff und die Unterschiede zwischen Verbraucherschulden, Staatsschulden und Auslandsschulden und deren Entwicklung in den 1980er und 1990er Jahren in den führenden Industrienationen. Er arbeitet dabei zwei Gruppen von Industrienationen heraus: die liberalen Marktwirtschaften und die koordinierten Marktwirtschaften. Dabei widerspricht er der These, dass die Finanzkrise 2008 ihre Hauptursache in sogenannten toxischen Krediten und Kreditprodukten hatte. Ursache waren nach Ansicht des Autors alle jene Maßnahmen, die das Wachstum der Wirtschaft stimulieren sollten. Dies vor allem mit dem Ausbau der Schulden nach den Grundsätzen des keynesianischen Monetarismus und ohne Berücksichtigung der Begrenztheit der materiellen Welt in ökologischer Hinsicht.
Im 3. Kapitel „Wohlstand neu definieren“ möchte Jackson eine Definition für Wohlstand finden und dessen Zusammenhang mit Glück. Er orientiert sich vor allem an den Thesen des indischen Wirtschaftswissenschaftlers und Philosophen Amartya Sen in seinem Essay „Lebensstandard“ von 1984 mit den Elementen Fülle, Nutzen und Verwirklichungschancen. Er untersucht den Zusammenhang zwischen Wohlstand und Einkommen und kommt zu dem Ergebnis, dass zwischen beiden ein Grenznutzenverhältnis besteht.
Dem „Mythos der Entkopplung“ widmet er sich im 4. Kapitel und stellt dar, dass dieser verheißungsvolle Lösungsansatz in Anbetracht der Entwicklung des Bevölkerungswachstums und des Einkommens/Konsums anhand der Ehrlich-Gleichung weder in relativer Hinsicht noch in absoluter Hinsicht zu einer Verringerung der Umweltauswirkungen führen kann. Der Annahme, dass sich Wirtschaftswachstum und Klimaschutz mühelos miteinander vereinbaren lassen, tritt Jackson entgegen und widerlegt damit den Ansatz von Nicholas Stern im Stern-Report. Nach Auffassung des Autors gibt es kein Szenario, das eine stetig wachsende Bevölkerung mit wachsendem Einkommen/Konsum mit ökologischer Nachhaltigkeit verbinden kann.
Dem Element des Einkommens und des Konsums geht Jackson nachfolgend unter dem Titel „Das stahlharte Gehäuse des Konsumismus“ (5. Kapitel) auf die Spur. Er identifiziert es als Motor des Wachstums und untersucht es in den verschiedenen auftretenden Formen des Kapitalismus. Effekte wie der Rebound-Effekt oder der Backfire-Effekt belegen nach Auffassung des Autors auch hier, dass Innovation zu keiner automatischen Entkopplung führt. Der Konsum wird auch als Element des erweiterten Selbst identifiziert.
Der Keynesianismus und der „Green New Deal“ als Lösungsstrategie nach der Weltfinanzkrise werden untersucht und deren Auswirkungen und Erfolge bis zum Erscheinen des Buches 2011.
In Kapitel 8 „Ökologische Makroökonomie“, Kapitel 9 „Gedeihen in Grenzen“ und Kapitel 10 „Ein Regierungsmodell für den Wohlstand“ beschäftigt sich der Autor mit den theoretischen Fragen, wie eine Makroökonomie und ein Staats- und Regierungsmodell aussehen müsste, um eine nachhaltige Wirtschaft auf Grundlage der in den vorangegangenen Kapiteln dargelegten Thesen verwirklichen zu können. 
Diese eher abstrakten und philosophischen Ausführungen mit Wiederholungen der Feststellung zu den vorangegangenen Kapiteln führen im Kapitel 11 unter der Überschrift „Weg in ein nachhaltiges Wirtschaftssystem“ zu konkreten Vorschlägen, wie eine Wirtschaftsordnung mit der Prämisse „Wohlstand ohne Wachstum“ aussehen könnte. Der grundlegende Ansatz besteht im Setzen von Grenzen, der Reparatur des bestehenden Wirtschaftsmodells und der Veränderung der gesellschaftlichen Logik vor allem im Bereich des Konsumismus.
Einen Blick in die Zukunft gewährt Jackson in Kapitel 12 „Bleibender Wohlstand“. Dabei widerspricht er wiederholt der Annahme, dass ein effizienter Kapitalismus das Klima stabilisieren könne und eine Lösung für die Knappheit der Ressourcen darstelle.

## Rezeption
Die Frankfurter Rundschau fasst das Buch wie folgt zusammen: „Wie eine ‚Postwachstumsökonomie‘ genau aussehen soll, das wisse er [Tim Jackson] auch nicht genau, gibt der Brite zu. Doch er nennt Schritte, die die westlichen Industrienationen gehen sollten: Zunächst müsse man ‚einen sinnvollen Wohlstandsbegriff definieren‘, der nicht auf Wachstum basiere. Daneben brauche es verstärkte Investitionen in nachhaltige Technologien und in öffentliche Güter sowie vermehrte Produktion nicht-materieller Dienstleistungen anstelle von Gütern. Zentral sei auch die Reduktion der Arbeitszeit, um die Produktion einzuschränken. Damit dies nicht zu vermehrter Arbeitslosigkeit führt, empfiehlt Jackson eine radikale Umverteilung der Arbeit.“
Die Zeit schreibt: „Ein spannendes Buch, das genau zum richtigen Zeitpunkt kommt. Denn spätestens seit der Finanzkrise – und vielleicht jetzt noch mehr nach dem AKW-Desaster in Japan – fragen sich viele Menschen, ob unsere derzeitige Art zu Wirtschaften die richtige ist.“